# Myscelus
Genre
Myscelus est un genre de lépidoptères (papillons) de la famille des Hesperiidae, de la sous-famille des Pyrginae et de la tribu des Pyrrhopygini.

## Dénomination
Le genre Myscelus a été nommé par Jakob Hübner en 1819.

## Espèces
- Myscelus amystis (Hewitson, 1867); présent au Mexique, au Guatemala, à Panama, en Colombie, à Trinité-et-Tobago, en Bolivie, en Équateur, au Pérou, au Paraguay, en Argentine, au Brésil.
- Myscelus assaricus (Cramer, [1779]); présent au Mexique, à Panama, en Bolivie, au Surinam, en Guyana et en Guyane.
- Myscelus belti Godman & Salvin, 1879; présent au Mexique, au Guatemala, au Costa Rica, au Nicaragua et à Panama.
- Myscelus draudti Riley, 1926; présent en Bolivie.
- Myscelus epimachia Herrich-Schäffer, 1869; présent en Bolivie, au Paraguay, en Équateur, en Bolivie, au Pérou, et au Brésil.
- Myscelus nobilis (Cramer, [1777]); présent en Bolivie, au Pérou et Surinam.
- Myscelus pardalina (C. & R. Felder, [1867]); présent en Colombie, en Équateur et au Brésil.
- Myscelus pegasus Mabille, 1903; présent en Équateur, au Venezuela et en Guyane.
- Myscelus perissodora Dyar, 1914; présent au Mexique et en Colombie
- Myscelus phoronis (Hewitson, 1867); présent en Colombie, au Venezuela, en Bolivie et au Pérou
- Myscelus santhilarius (Latreille, [1824]); présent au Brésil, au Surinam, en Guyana et en Guyane[1].